# 扎基普别克·扎戈辛
扎基普别克·扎戈辛（俄語：Джакипбек Джангозин，1913年10月20日—1969年10月15日），哈萨克族，苏联党和国家领导人。曾任哈共（布）阿拉木图州委第一书记，哈萨克苏维埃社会主义共和国最高苏维埃主席，部长会议副主席，阿克莫拉州、巴甫洛达尔州、卡拉干达州州长等职。

## 生平
- 1913年10月20日出生于沙俄阿克莫林斯克州第2村。1931年毕业于塞米巴拉金斯克合作技术学校。
- 1931年-1936年，莫斯科苏联合作贸易学院学习。
- 1936年-1937年，共青团阿拉木图市委部长。
- 1937年-1938年，哈萨克共青团中央委员会部长。
- 1938年-1939年，阿拉木图市第51中学校长。1939年加入联共（布）。
- 1939年-1940年，阿拉木图师范学院院长。
- 1940年，哈共（布）阿拉木图市委组织部副部长。
- 1940年-1941年，联共（布）中央高级党校学习。
- 1941年-1942年，哈共（布）中央委员会指导员兼哈共（布）中央委员会贸易和公共餐饮部部长。
- 1942年-1943年，哈共（布）卡拉干达州委贸易和公共餐饮部秘书。
- 1943年-1945年，哈共（布）阿拉木图州委第二书记。
- 1945年-1951年，哈共（布）阿拉木图州委第一书记。期间，1947年3月-1951年3月，哈萨克苏维埃社会主义共和国最高苏维埃主席。
- 1951年-1953年，哈萨克苏维埃社会主义共和国部长会议副主席。
- 1953年-1957年，哈萨克苏维埃社会主义共和国贸易部长。
- 1957年-1960年12月，阿克莫拉州州长。
- 1960年12月-1963年1月，巴甫洛达尔州州长。
- 1963年1月-1964年12月，巴甫洛达尔州农村地区政府主席。
- 1964年12月-1968年，巴甫洛达尔州州长。
- 1968年-1969年10月，卡拉干达州州长。
- 1969年10月15日在卡拉干达任上去世，终年55岁。

扎戈辛是苏共21-23大代表；第2届苏联最高苏维埃民族院代表；第2-7届哈萨克苏维埃社会主义共和国最高苏维埃代表。

## 荣誉
- 列宁勋章
- 二级卫国战争勋章
- 两次劳动红旗勋章
- 劳动英勇奖章
- 荣誉勋章